# 美麗軸孔珊瑚
美麗軸孔珊瑚（学名：Acropora formosa）为軸孔珊瑚科軸孔珊瑚屬下的一个种。